# Frikandel

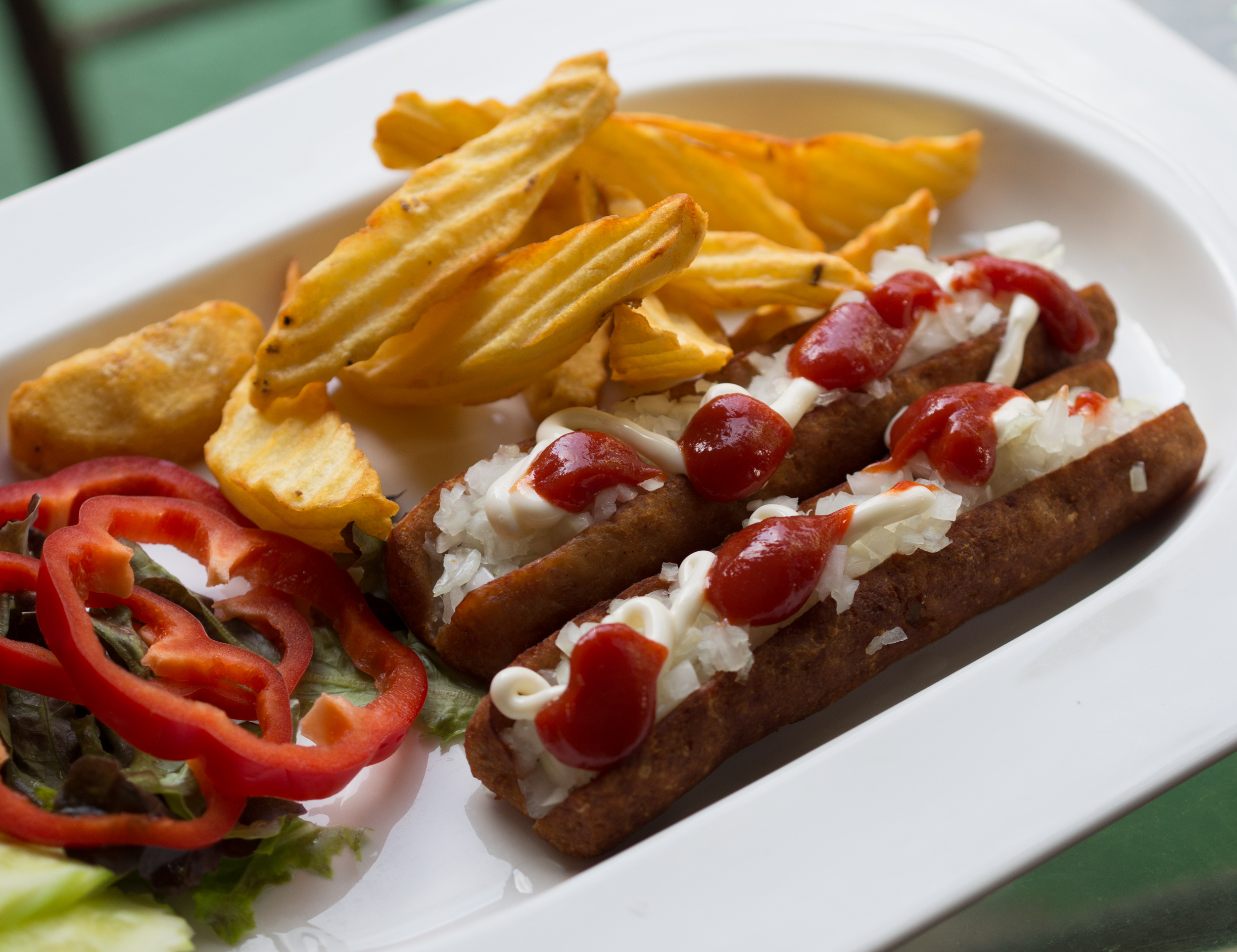
Frikandellen speciaal con patate fritte in un ristorante tailandese

La frikandel un tipico piatto di origine olandese, diffuso anche in Belgio e in Francia, ivi conosciuto come fricadelle o fricandelle.
Consiste in salamelle impanate, che si realizzano con pezzi di carne avanzati da precedenti preparazioni; l'impasto realizzato è a forma di vera e propria salsiccia. Dopo che la fricadelle è stata preparata,  viene impanata e fritta, o in una friggitrice o in padella. La fricadelle può essere gustata con un contorno di patatine o in una mezza baguette.